# Васильев, Владимир Васильевич (актёр)
Владимир Васильевич Васильев (31 мая 1921 — 11 сентября 1970) — советский актёр театра и кино.

## Биография
Владимир Васильев родился 31 мая 1921 года в Петрограде в семье рабочего.
Окончил театральную студию в Ленинграде (1938). 
Во время Великой Отечественной войны был ополченцем, артистом театральной труппы Ленинградского Дома офицеров, солдатом 36-й запасной стрелковой дивизии.
Работал в Ленинградском театре комедии (1938—1941, 1945—1950), в Ленинградском отделении «Циркобъединения» (1950—1956), на киностудии «Ленфильм». В начале кинокарьеры был дублёром и исполнителем трюков. Первую роль сыграл в 1940 году в фильме режиссёра Владимира Фейнберга «Голос Тараса». Был мастером эпизода, снялся более чем в сорока фильмах, значительная часть которых приходится на 1960-е годы.
Скоропостижно скончался 11 сентября 1970 года в Минске, похоронен на Богословском кладбище в Санкт-Петербурге.

## Фильмография
- 1940 — Голос Тараса — Масляк
- 1956 — Моя дочь
- 1957 — Улица полна неожиданностей — служащий Стройтреста
- 1957 — Смерть Пазухина — дьячок
- 1957 — Балтийская слава — анархист
- 1957 — Дон Кихот — Дон Кихот (дублёр Николая Черкасова в сценах проскоков на коне и боевых сценах)
- 1958 — Евгений Онегин — Скотинин
- 1958 — Андрейка — начальник электростанции
- 1959 — Поднятая целина — Афанасий Краснокутов
- 1959 — Шинель — кум
- 1960 — Балтийское небо — дистрофик
- 1962 — Путешествие в апрель — «морской волк»
- 1963 — Принимаю бой
- 1963 — Мандат — старик
- 1964 — Одиночество — бродяга
- 1964 — Карты
- 1964 — Дочь Стратиона — Манжус
- 1965 — Сколько лет, сколько зим! — Григораш
- 1965 — Первый посетитель
- 1965 — На одной планете
- 1965 — Музыканты одного полка — полковой музыкант
- 1965 — Заговор послов — дядя Вася
- 1966 — Андрей Рублёв — монах
- 1966 — Республика ШКИД — директор детдома
- 1966 — Ноктюрн — долговязый солдат
- 1967 — Татьянин день — солдат-инвалид
- 1967 — Свадьба в Малиновке — бандит
- 1967 — Мятежная застава
- 1967 — Комиссар
- 1967 — Житие и вознесение Юрася Братчика — бродяга-«апостол»
- 1967 — Армия «Трясогузки» снова в бою — трактирщик
- 1968 — Старая, старая сказка
- 1968 — Снегурочка — приспешник
- 1968 — Рыцарь мечты — капитан скорлупки
- 1969 — Преступление и наказание — шарманщик
- 1969 — Жди меня, Анна — конный патруль
- 1970 — Удивительный заклад — инспектор
- 1970 — Спеши строить дом — почтальон
- 1970 — Севастополь — Фастовец
- 1970 — Пятёрка отважных — Юзик
- 1970 — Меж высоких хлебов — пожарный